# Меньеле-Монтиньи
Меньеле-Монтиньи (фр. Maignelay-Montigny) — коммуна на севере Франции, регион О-де-Франс, департамент Уаза, округ Клермон, кантон Эстре-Сен-Дени. Расположена в 36 км к востоку от Бове и в 46 км в юго-востоку от Амьена, в 16 км от автомагистрали А1 "Север". Образована в 1971 году за счет слияния деревень Меньеле и Монтиньи.
Население (2018) — 2 685 человек.

## Достопримечательности
- Готическая церковь Святой Марии Магдалины начала XVI века в Меньеле ― исторический памятник с 1862 года
- Церковь Святого Мартина в Монтиньи ― готика с колокольней в стиле Ренессанса ― исторический памятник с 1919 года
- Часовня Святой Марии Магдалины XVI века ― исторический памятник с 1922 года

## Экономика
Структура занятости населения:
- сельское хозяйство — 0,9 %
- промышленность — 25,4 %
- строительство — 3,6 %
- торговля, транспорт и сфера услуг — 43,7 %
- государственные и муниципальные службы — 26,4 %

Уровень безработицы (2017) — 17,9 % (Франция в целом — 13,4 %, департамент Уаза — 13,8 %). 

Среднегодовой доход на 1 человека, евро (2018) — 20 000 (Франция в целом — 21 730, департамент Уаза — 22 150).

## Демография
Динамика численности населения, чел.

## Администрация
Пост мэра Меньеле-Монтиньи с 2001 года занимает Дени Флур  (Denis Flour). На муниципальных выборах 2020 года возглавляемый им список победил в 1-м туре, получив 58,19 % голосов.
| Период | Период | Фамилия        | Партия                                      | Примечания                                                 |
| ------ | ------ | -------------- | ------------------------------------------- | ---------------------------------------------------------- |
| 1971   | 1985   | Марсель Виль   | Социалистическая партия                     | директор школы, президент Генерального совета департамента |
| 1985   | 1988   | Жослин Рибар   | Социалистическая партия                     | медсестра                                                  |
| 1988   | 1989   | Мишель Буржуа  |                                             | доктор гуманитарных наук, президент исторического общества |
| 1989   | 2001   | Жаклин Жирардо | Социалистическая партия                     | специалист по социальным вопросам                          |
| 2001   |        | Дени Флур      | Социалистическая партия Вперёд, Республика! | учитель                                                    |

## Галерея

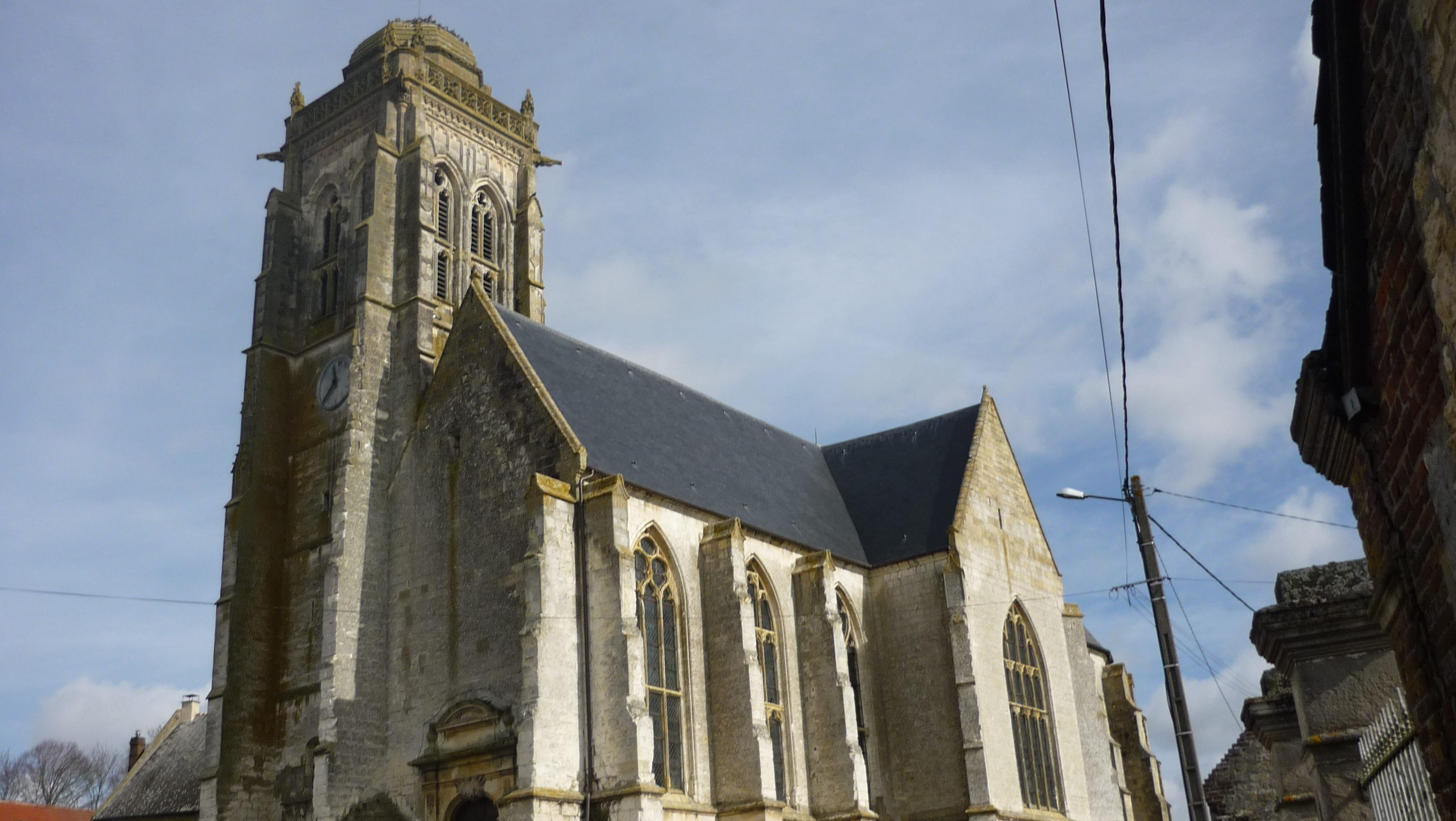
Церковь Святого Мартина
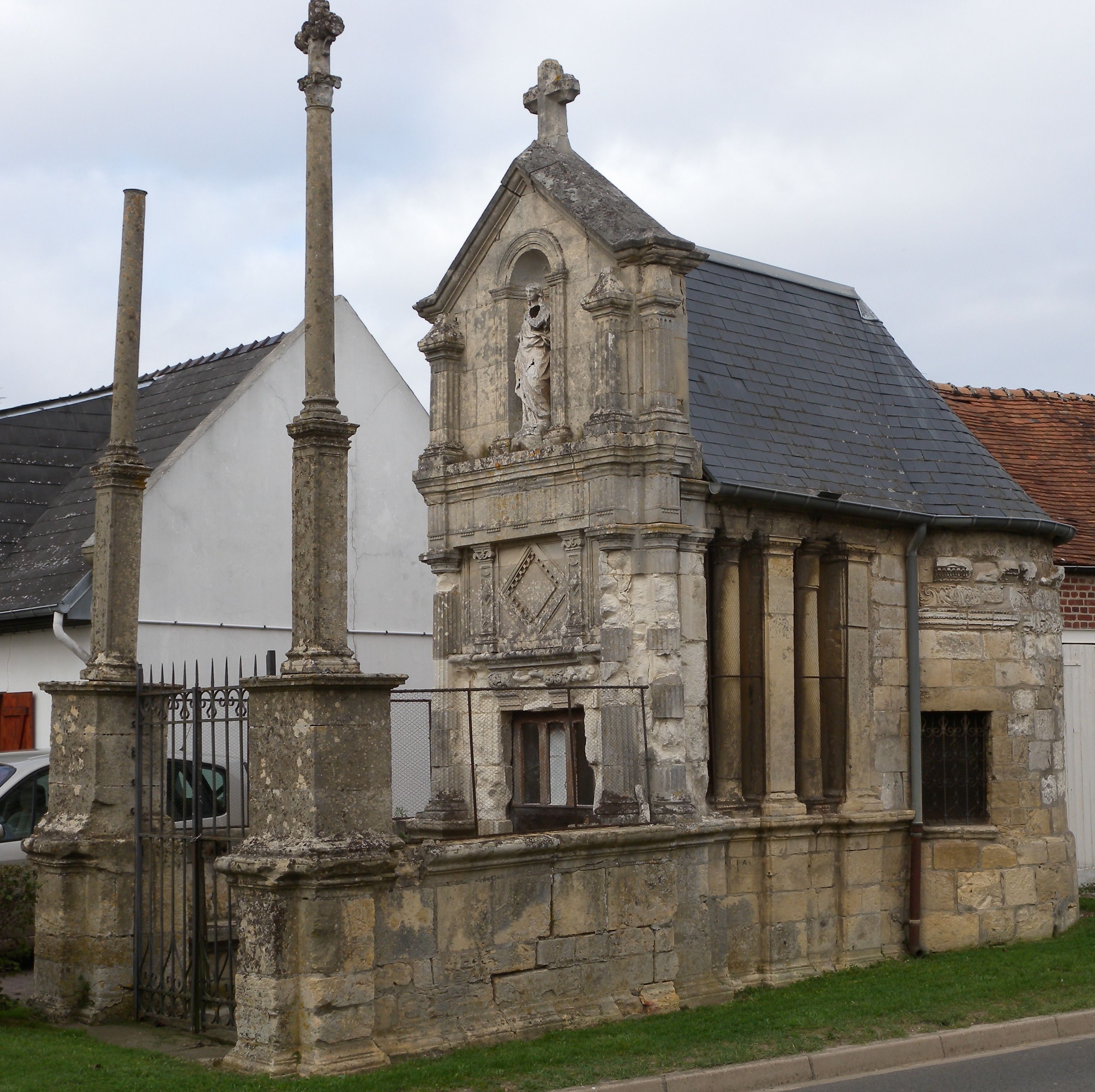
Часовня Святой Марии Магдалины
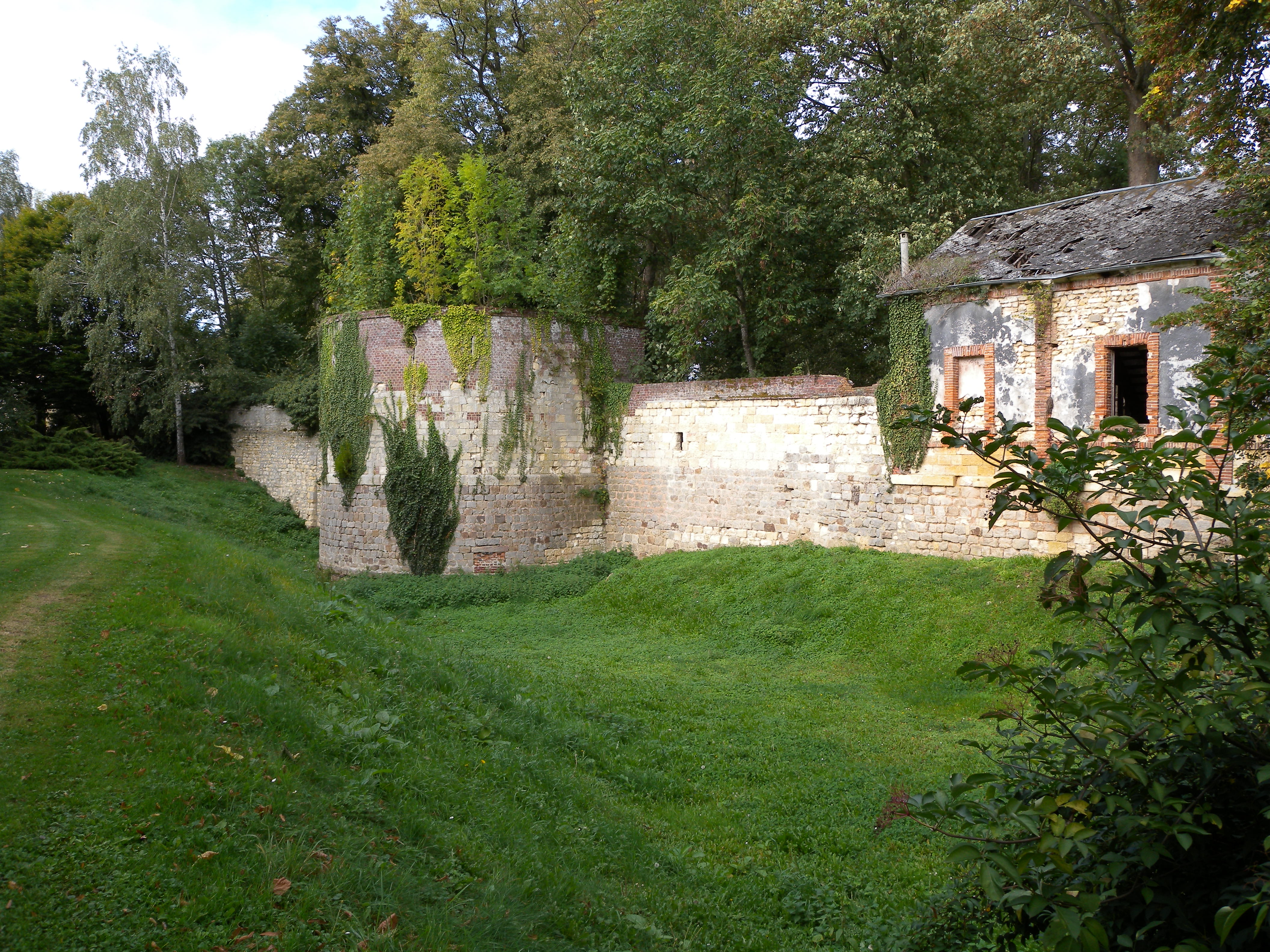
Уцелевшая часть стены старинного шато

1. 1 2  база данных о французских коммунах — Национальный географический институт Франции, 2015.